# ブルーパシフィックにおけるパートナー
ブルーパシフィックにおけるパートナー(Partners in the Blue Pacific, PBP)は、日本・イギリス・アメリカ合衆国・オーストラリア・ニュージーランドの5ヶ国による太平洋島嶼諸国に対する非公式な枠組み。2022年6月23日・24日にワシントンD.C.において第1回の高級実務者会合が開催された。
参加各国は個別または協力して、地域主義や主権を尊重し、透明性をもった説明責任のもと、太平洋島嶼諸国に各種の支援を行うとしている。